# Volmsjön (Åsele socken, Lappland)
Volmsjön är en sjö i Åsele kommun i Lappland och ingår i Ångermanälvens huvudavrinningsområde. Sjön har en area på 0,129 kvadratkilometer och ligger 313,1 meter över havet. Sjön avvattnas av vattendraget Bomsjöbäcken.

## Delavrinningsområde
Volmsjön ingår i det delavrinningsområde (712076-157844) som SMHI kallar för Utloppet av Volmsjön. Medelhöjden är 315 meter över havet och ytan är 0,33 kvadratkilometer. Det finns ett avrinningsområde uppströms, och räknas det in blir den ackumulerade arean 21,17 kvadratkilometer. Bomsjöbäcken som avvattnar avrinningsområdet har biflödesordning 3, vilket innebär att vattnet flödar genom totalt 3 vattendrag innan det når havet efter 209 kilometer. Avrinningsområdet består mestadels av skog (45 procent) och sankmarker (17 procent). Avrinningsområdet har 0,13 kvadratkilometer vattenytor vilket ger det en sjöprocent på 39,2 procent.